# Campionati del mondo di atletica leggera indoor 2025 - Salto con l'asta maschile
La gara del salto con l'asta maschile dei campionati del mondo di atletica leggera indoor 2025 si è svolta il 22 marzo 2025 a Nanchino.

## Podio
| Pos.    | Atleta            | Nazionalità | Misura |
| ------- | ----------------- | ----------- | ------ |
| Oro     | Armand Duplantis  | Svezia      | 6,15 m |
| Argento | Emmanouīl Karalīs | Grecia      | 6,05 m |
| Bronzo  | Sam Kendricks     | Stati Uniti | 5,90 m |

## Situazione pre-gara

### Record
Prima di questa competizione, il record del mondo e il record dei campionati erano i seguenti.
| Record                | Prestazione | Atleta                  | Data e luogo                               | Competizione                     |
| --------------------- | ----------- | ----------------------- | ------------------------------------------ | -------------------------------- |
| Record mondiale       | 6,27 m(o)   | Armand Duplantis Svezia | 28 febbraio 2025 Clermont-Ferrand, Francia |                                  |
| Record dei campionati | 6,20 m      | Armand Duplantis Svezia | 20 marzo 2022 Belgrado, Serbia             | Campionati del mondo indoor 2022 |

## Qualificazioni
Per il salto con l'asta maschile il periodo di qualifica andava dal 1º settembre 2024 al 9 marzo 2025. Gli atleti potevano ottenere la qualificazione rientrando nello standard di 5,85 m, con una wildcard o in base al loro piazzamento nel World Athletics Rankings.

## Risultati

### Finale
La finale diretta si è tenuta il 22 marzo 2025 alle ore 18:34.
| Pos     | Atleta               | Nazionalità | 5,50 | 5,70 | 5,80 | 5,90 | 5,95 | 6,00 | 6,05 | 6,10 | 6,15 | Risultato | Note                                     |
| ------- | -------------------- | ----------- | ---- | ---- | ---- | ---- | ---- | ---- | ---- | ---- | ---- | --------- | ---------------------------------------- |
| Oro     | Armand Duplantis     | Svezia      | -    | o    | -    | o    | -    | o    | o    | xo   | o    | 6,15      |                                          |
| Argento | Emmanouīl Karalīs    | Grecia      | -    | o    | o    | o    | o    | -    | o    | xx-  | x    | 6,05      | Record nazionale                         |
| Bronzo  | Sam Kendricks        | Stati Uniti | o    | o    | o    | o    | xx-  | x    |      |      |      | 5,90      | Miglior prestazione personale stagionale |
| 4       | Menno Vloon          | Paesi Bassi | o    | xo   | o    | x-   | xx   |      |      |      |      | 5,80      |                                          |
| 5       | Kurtis Marschall     | Australia   | o    | o    | xxo  | x-   | xx   |      |      |      |      | 5,80      |                                          |
| 6       | Ersu Şaşma           | Turchia     | o    | xo   | xxo  | x-   | xx   |      |      |      |      | 5,80      |                                          |
| 7       | Sondre Guttormsen    | Norvegia    | o    | xo   | xxx  |      |      |      |      |      |      | 5,70      |                                          |
| 8       | Valters Kreišs       | Lettonia    | o    | xxx  |      |      |      |      |      |      |      | 5.50      |                                          |
| 8       | Li Chenyang          | Cina        | o    | xxx  |      |      |      |      |      |      |      | 5.50      |                                          |
| 8       | Bo Kanda Lita Baehre | Germania    | o    | xxx  |      |      |      |      |      |      |      | 5.50      |                                          |
| 11      | Thibaut Collet       | Francia     | xo   | xxx  |      |      |      |      |      |      |      | 5.50      |                                          |
| -       | Baptiste Thiery      | Francia     | xxx  |      |      |      |      |      |      |      |      | NM        |                                          |